# Soul Kiss
A Soul Kiss Olivia Newton-John  1985-ben megjelent dala, videóklipje, stúdióalbuma és videóklip-gyűjteménye.

## Az album előzményei
1981-ben megjelent Physical című albumával Olivia feljutott pályája csúcsára. Az albumot bemutató, hatvan teljesen élő koncert fáradalmai után úgy érezte, vissza kell fognia magát a tíz éve tartó karrier rohanásából. Megpróbált végképp áttérni a filmezésre, de Két fél egy egész című, John Travoltával forgatott filmje gyakorlatilag megbukott a mozikban, ezzel filmes álmai hosszú évekre meghiúsultak. Két lemeze ugyan megjelent és sikeres is volt, ezek a Két fél egy egész filmzenéje és a Olivia’s Greatest Hits Vol.2, de saját új albuma nem jelent meg négy éven keresztül. Életét ezekben az években elsősorban családjának és Koala Blue nevű üzlethálózata fejlesztésének szentelte. 1984 végén öt év ismeretség után féjhez ment a Xanadu forgatásán megismert Matt Lattanzihez, majd hamarosan terhes lett. Mivel az elkövetkező éveket gyermeke nevelésének szánta, úgy érezte, talán az utolsó alkalom jött el egy újabb album kiadására. Ebben a néhány hónapban készült el az Olivia szokásos stílusától távol álló, provokatív, erősen szexuális felhangú album, a Soul Kiss.

## Az album ismertetése
A borító sokat vitatott fotói Helmut Newton és Herb Ritts munkái. Az album első dala a reggae jellegű, kissé feminisztikus szövegű Toughen Up, ezt követi az album címadó dala, a lassú tempójú, fülledten erotikus Soul Kiss. Harmadik a Queen of Publications, egy new wave jellegű, bonyolult dallamvilágú szám. Az Emotional Tangle egy egészen lassú tempójú érzelmes dal, Olivia „suttogó” stílusában. Az album „A” oldalának utolsó száma a klasszikus new wave stílusú Culture Shock. Szövege, mely egy nyíltan három személyes kapcsolat fenntartására szólít fel, a maga idejében erősen megdöbbentette Olivia közönségét.
A „B” oldal első száma a jellegzetesen nyolcvanas évekbéli hangzású rockos Moth to a Flame. Ezt követi a kétértelmű Overnight Observation (egész éjszakás megfigyelés). Az oldal harmadik száma az ötvenes évek stílusában íródott You Were Great, How Was I?, melyet Olivia a The Beach Boys együttesből ismert  Carl Wilsonnal énekel. A rockos Drive Music után a musical dalokra emlékeztető áradó The Right Moment zárja a lemezt. Az album 1985-ös japán és európai CD kiadása még tartalmazza az eredetileg Tina Turner számára íródott Electric című feszes ritmusú dalt is.

## A Soul Kiss Videosingles
Az album öt dala alapján készítettek videóklipet. A Toughen Up klipben egy harmincas tanárnő a férfiak viselt dolgai elleni védekezésre okítja fiatal tanítványait egy kastélyban. Az Emotional Tangle egy tükrökkel teli helységben felvett, lágy fókuszú, egyszerű klip. Ezt követi a Culture Shock, az egyik legprovokatívabb, a new wave korszak hangulatát idéző dalának klipje, melyben Olivia tőle szokatlan ruhában és hajviselettel tűnik fel. A lemez és a videó fő dala, a Soul Kiss. Az átvitt értelemben és közvetlenül is erotikus jellegű, de mindvégig a jóízlés határán belül maradó klip forgatását nagyon nehézzé tette Olivia előrehaladott terhessége, klipbéli partnereit férje, Matt Lattanzi alakította. A klipben híres hollywoodi filmek csókjeleneteire történik utalás, ezek az Üvöltő szelek, az Elfújta a szél, a Casablanca és Marilyn Monroe egy filmje. A záró The Right Moment szintén egy lágy fókusszal felvett egyszerű, egyszemélyes klip. Az európai kiadás számai között a malibui ranchon felvett rövid Olivia interjúkat láthatunk.
A videót az Egyesült Államokban az MCA Home Video adta ki 80346 katalógusszámon, Európában a Channel 5/Polygram SPC-055 számon. A csak nehezen beszerezhető videókazetta klipjei megtalálhatóak Olivia Video Gold. DVD lemezén, interjúk nélkül.

## Fogadtatás
A Soul Kiss, Toughen Up és Culture Shock dalok erotikus jellegű szövege ill. klipje, a lemez borítója, de még a lemez címe is (soul kiss: francia csók) túlment az Olivia közönsége által elfogadható szinten. Olivia terhessége megakadályozta reklámozó koncertkörutak tartását. A lemez ennek ellenére sikeres lett, de a top tízbe nem került be. A Soul Kiss dal maxi single és remixváltozatai népszerűek voltak a diszkókban.

## Érdekességek
- A Toughen Up klipben a harmincas tanárnőt és 17 körüli tanítványát egyaránt az akkor 37 éves Olivia alakította, mindkettőt hitelesen.
- A Soul Kiss klipben csak többszörös vágásokkal és átúsztatásokkal tudták elkerülni, hogy Olivia terhessége túlzottan látható legyen.
- A Soul Kiss klipben az összes klipbéli partnerét férje, Matt Lattanzi alakította.

## Az album számlista
|     | Cím                                               | Szerző(k)                           | Hossz |
| --- | ------------------------------------------------- | ----------------------------------- | ----- |
| 1.  | Toughen Up                                        | Terry Britten, Graham Lyle          | 3:51  |
| 2.  | Soul Kiss                                         | Mark Goldenberg                     | 4:32  |
| 3.  | Queen of the Publication                          | John Farrar, Tom Snow, Steve Kipner | 3:55  |
| 4.  | Emotional Tangle                                  | Farrar, Billy Thorpe                | 4:05  |
| 5.  | Culture Shock                                     | Kipner, Bliss                       | 3:52  |
| 6.  | Moth to a Flame                                   | Kipner, Bliss                       | 3:46  |
| 7.  | Overnight Observation                             | Farrar, Tom Snow                    | 4:27  |
| 8.  | You Were Great, How Was I? (duett Carl Wilsonnal) | Farrar, Snow                        | 3:46  |
| 9.  | Driving Music                                     | Steve Kipner, Tommy Emmanuel        | 3:41  |
| 10. | The Right Moment                                  | Gerry Rafferty                      | 3:44  |

## Helyezések
- Album – Egyesült Államok: 29, Egyesült Királyság: 66, Japán: 5, Ausztrália: 11
- „Soul Kiss” – Ausztrália: 12, Billboard Hot 100: 20, Billboard Adult Contemporary Chart: 20, Billboard Hot Dance Music/Maxi-Singles Sales: 28, Kanada: 25
- „Toughen Up” – Ausztrália: 69

## Kiadások
- Brit LP: Mercury Records 826 169-1
- Amerikai CD: MCA Records MCAD-31083
- Brit CD:  Mercury Records 826 169-2
- Japán CD: Polystar Records P33R-20001
- Ausztrál CD: Festival Records CD 53127